# 신장창
신장 창(申章昌, ? ~ ?)은 전한 후기의 유학자로, 자는 만군(曼君)이며 초나라 사람이다.

## 행적
정성의 밑에서 《곡량춘추》를 익혔다. 박사(博士)를 지냈고, 벼슬이 장사태부에 이르렀다. 따르는 제자가 매우 많았다.

## 출전
- 반고, 《한서》 권88 유림전